# Stephen Kosslyn

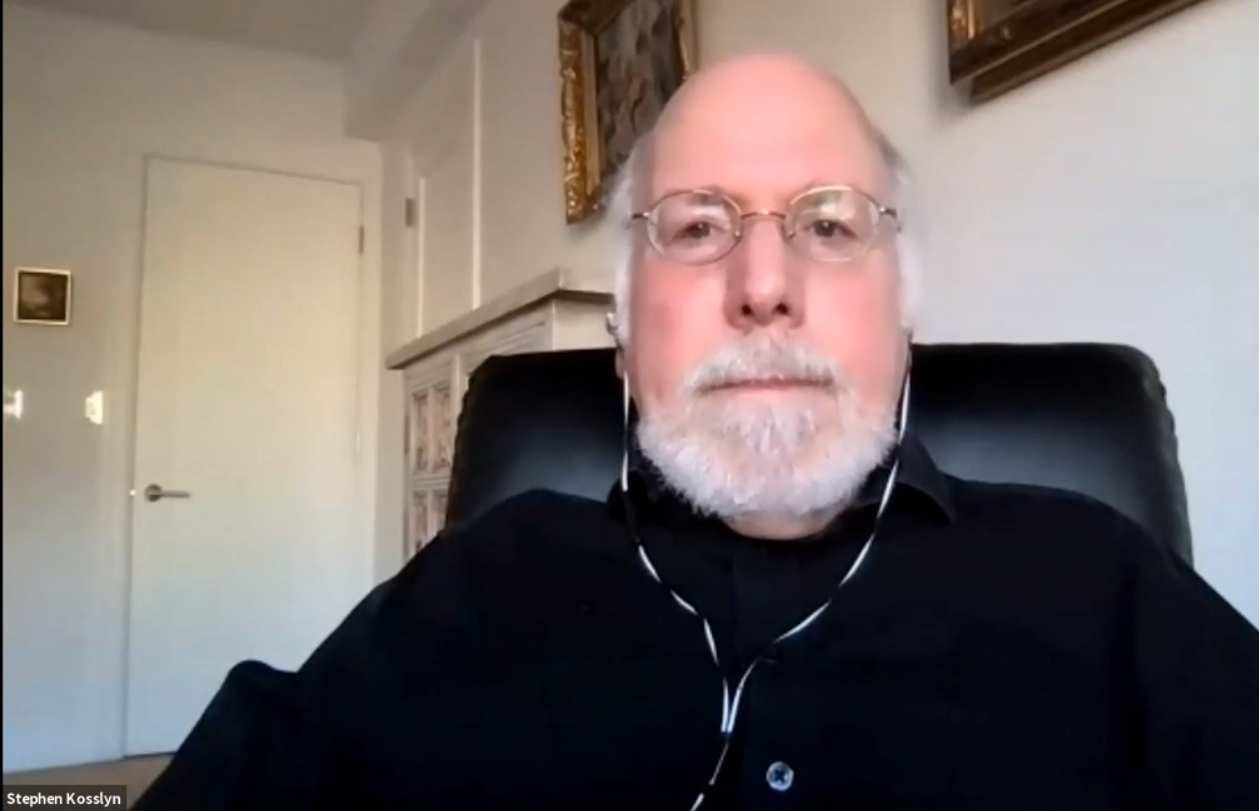
Stephen M.Kosslyn, 2021

Stephen Michael Kosslyn (* 30. November 1948) ist ein US-amerikanischer Psychologe. Er hat wichtige Beiträge zum Verständnis der visuellen Wahrnehmung und der Kognition geleistet. Kosslyn war einer der Protagonisten der Kontroverse um die bildliche Vorstellung, für die er eine umfassende Theorie entwickelt hat, ebenso wie für ihre Repräsentation im menschlichen Gedächtnis.
Kosslyn erwarb an der University of California, Los Angeles einen Bachelor und 1974 an der Stanford University einen PhD, jeweils in Psychologie. Zunächst war er Assistant Professor an der Johns Hopkins University. Ab 1977 war er Professor an der Harvard University, bevor er 2011 an das Center for Advanced Study in the Behavioral Sciences der Stanford University wechselte.
Stand 2017 ist Kosslyn Gründungsdekan der Minerva Schools, einer Einrichtung des Keck Graduate Institute, das wiederum zu den Claremont Colleges in Claremont, Kalifornien, gehört.
Kosslyn wurde 1983 mit dem National Academy of Sciences Award for Initiatives in Research ausgezeichnet, 1995 mit dem Jean-Louis-Signoret-Preis. Seit 1995 ist er gewähltes Mitglied der American Academy of Arts and Sciences, 2004 war er Guggenheim Fellow. Kosslyn erhielt Ehrendoktorate der Universität Caen und der Universität Paris Descartes.
Zu seinen Schülern gehören unter anderem Natalie Hershlag und Steven Pinker.

## Schriften (Auswahl)
- Image and Mind, 1980 ISBN 978-0-674-44365-5
- mit Olivier Koenig: Wet Mind: The New Cognitive Neuroscience, 1983 ISBN 978-0-02-874085-0
- Ghosts in the Mind's Machine, 1984 ISBN 978-0-393-95366-4
- Image and Brain: The Resolution of the Imagery Debate, 1996 ISBN 978-0-262-61124-4
- Graph Design for the Eye and Mind 2006 ISBN 978-0-19-530662-0
- mit Edward E. Smith: Cognitive Psychology: Mind and Brain, 2006 ISBN 978-0-13-182508-6
- mit Robin S. Rosenberg: Introducing Psychology: Brain, Person, Group, 3. Auflage 2006 ISBN 978-0-205-50757-3
- Clear and to the Point: 8 Psychological Principles for Compelling PowerPoint Presentations 2007 ISBN 978-0-19-532069-5
- mit William L. Thompson und Giorgio Ganis: The Case for Mental Imagery, 2009 ISBN 978-0-19-539897-7
- mit Robin S. Rosenberg: Introducing Psychology: Brain, Person, Group, 4. Auflage 2010 ISBN 978-0-558-88284-6
- mit G. Wayne Miller: Top Brain, Bottom Brain: Surprising Insights into How You Think. 2013 ISBN 978-1-4516-4510-1
- mit Robin S. Rosenberg: Abnormal Psychology, 2. Auflage 2014 ISBN 978-1-4292-4216-5